# Perdikkas (König)
Perdikkas (altgriechisch Περδίκκας Perdíkkas) war nach der Überlieferung des griechischen Historikers Herodot ein Nachkomme des Temenos von Argos und der Begründer des makedonischen Königshauses der Argeaden und des makedonischen Reiches. Er regierte von etwa 650 v. Chr. bis 620 v. Chr.

## Leben und Legende
Die Angabe Herodots, dass Perdikkas das makedonische Reich schuf, stimmt zu jener des Thukydides, der vor Archelaos I. acht Könige zählt, entsprechend den von Herodot aufgelisteten sieben Monarchen ohne Perdikkas II. Erst unter Archelaos wurde Karanos zum Reichsgründer gemacht und zusammen mit seinen beiden Nachfolgern Koins und Tyrimmas dem Perdikkas in der Königsherrschaft vorgesetzt. Ausgangspunkt war für Perdikkas das Gebiet der späteren Residenz Aigai, von wo aus er die Eroberung der Ebene um den Golf von Saloniki begann.
Nach einer von Herodot erzählten unhistorischen Gründungssage soll Perdikkas mit seinen beiden Brüdern Gauanes und Aeropos aus Argos nach Illyrien geflohen sein. Von dort gingen die drei Brüder nach Lebaia an den Hof des Königs von Makedonien. Dieser stellte sie in seinen Dienst als Hirten. Der König war sehr arm, deshalb bereitete die Frau des Königs für alle die Speisen. Ihr fiel auf, dass die Brote, die sie für Perdikkas backte, doppelt so groß waren wie alle anderen. Als sie dies ihrem Gatten berichtete, bat er die Brüder, seinen Hof zu verlassen. Bevor sie gingen, begaben sie sich ins Haus des Königs und forderten ihren Lohn. Der König entgegnete, ein Sonnenstrahl, der durch den Rauchabzug auf den Lehmboden fiel, sei ihr Lohn. Perdikkas schnitt mit einem Messer ein strahlenförmiges Stück aus dem Boden. Dann verließen sie das Land. Der König wollte sie durch ihnen nachgesandte Reiter töten lassen; doch nachdem sie einen Fluss überquert hatten, schwoll dieser plötzlich an, sodass ihre Verfolger zurückbleiben mussten. Perdikkas und seine Brüder siedelten nun nahe den Gärten des Midas und eroberten von hier aus ganz Makedonien.
Dem antiken Historiker Marcus Iunianus Iustinus zufolge, der aus dem Geschichtswerk des Pompeius Trogus schöpfte, habe Perdikkas seinen Sohn Argaios angewiesen, ihn nach seinem Tod bei Aigai zu begraben. Und man sagte, solange die Könige an diesem Ort begraben würden, würde auch das Amt des Königs in der Familie bleiben. Da Alexander der Große woanders begraben wurde, sei die Macht an ein anderes Herrscherhaus übergegangen.
Nach Perdikkas bestieg sein Sohn Argaios den Thron von Makedonien.